# Cassius Jackson Keyser
Cassius Jackson Keyser (Rawson, Ohio, 15 de maio de 1862 – Nova Iorque, 8 de maio de 1947) foi um matemático estadunidense com profundas inclinações filosóficas.

## Vida
A educação superior inicial de Keyser foi na North West Ohio Normal School (atual Ohio Northern University), tornando-se depois professor escolar. Em 1885 casou com Ella Maud Crow de Ridgeway, Ohio. Completou um segundo grau de bacharel (BSc), na Universidade do Missouri em 1892. Após lecionar lá, na New York State Normal School (atual Universidade do Estado de Nova Iorque em New Paltz) e na Universidade Washington em St. Louis, foi estudante de pós-graduação na Universidade Columbia, onde obteve um MA em 1896 e um Ph.D. em 1901. Passou o resto de sua carreira na Universidade Columbia, tornando Adrain Professor of Mathematics (1904–1927) e chefe do departamento (1910–16). Aposentou-se em 1927.
Keyser foi um dos primeiros nos Estados Unidos a apreciar as novas direções dos fundamentos da matemática, fundamentadas nas obras dos europeus como Richard Dedekind, Georg Cantor, Giuseppe Peano, Henri Poincaré, David Hilbert, Ernst Zermelo, Bertrand Russell e Alfred North Whitehead. Foi também um dos primeiros a apreciar a importância matemática e filosófica de seu colega Charles Sanders Peirce. Alfred Korzybski, fundador da semântica geral, nomeou Keyser como uma grande influência.
Junto com a New International Encyclopedia e seu colega da Universidade Columbia John Dewey, Keyser ajudou a fundar a American Association of University Professors (AAUP). Foi fellow da Associação Americana para o Avanço da Ciência e membro da American Mathematical Society.

## Obras
- Mathematics and the Question of the Cosmic Mind, with Other Essays.
- 1914. Science and Religion: The Rational and the Super-Rational
- 1916. The Human Worth of Rigorous Thinking. Columbia Univ. Press.
- 1922. Mathematical Philosophy, a Study of Fate and Freedom.[2]
- 1932. The meaning of mathematics.
- 1935. A glance at some of the ideas of Charles Sanders Peirce.
- 1935. Three great synonyms: Relation, transformation, function.
- 1936. Panthetics.
- 1938. A mathematical prodigy: history and legend.
- 1938. Roger Bacon.
- 1938. Benedict Spinoza.
- 1939. The Role of Mathematics in the tragedy of our modern culture.
- 1941. Charles Sanders Peirce as a pioneer. Internet Archive Eprint. A lecture given on May 18, 1935 at the Galois Institute of Mathematics at Long Island University.
- 1942. Thinking about thinking.
- 1947. Mathematics as a culture clue.
- 1952. The rational and the superrational: studies in thinking.
- 2005. Mathematics. Michigan Historical Reprint Series.
- 2005. Mathematical Philosophy: A Study of Fate and Freedom (Lectures for the Educated Laymen). Michigan Historical Reprint Series.